# Vickie Dawn Jackson
Vickie Dawn Carson Jackson (rođena Carson; 13. veljače 1966.) američka je serijska ubojica koja je između 2000. i 2001. ubila najmanje deset pacijenata u bolnici Nocona General u Noconi (Teksas), upotrijebivši mišićni paralizator mivacuron. Unatoč vlastitom poricanju krivnje, osuđena je po svim točkama optužnice za ubojstvo i izrečena joj je kazna doživotnog zatvora.

## Pozadina
Jackson je rođena kao Vickie Dawn Carson 13. veljače 1966. u Montague Countyju, u američkoj saveznoj državi Teksas. O njezinu djetinjstvu i ranom životu javno je dostupno vrlo malo pojedinosti. Licencu za rad kao medicinska sestra dobila je 1989. te je radila u nekoliko bolnica i staračkih domova diljem sjevernog Teksasa, prije nego što se zaposlila u bolnici Nocona General krajem 2000. godine. Bolnica je uglavnom liječila starije pacijente s blažim tegobama te je dugo bila na glasu kao jedna od najboljih manjih bolnica u SAD-u.

## Serija sumnjivih smrti i istraga
Između prosinca 2000. i veljače 2001., u bolnici Nocona General Hospital zabilježen je neuobičajeno velik broj smrtnih slučajeva. Svi preminuli pacijenti imali su između 62 i 100 godina i dotad su bili stabilnog zdravstvenog stanja. Iako se u prvi mah smatralo da je riječ o prirodnim smrtnim ishodima zbog starije dobi pacijenata, unutar bolnice su počele kružiti glasine o mogućem namjernom trovanju. Administrator bolnice, Charles E. Norris, zatim je primijetio neslaganje u inventaru bočica mivacurona (koji se nije smatrao smrtonosnim uobičajenim dozama) te je otkrio da su svi sumnjivi smrtni slučajevi nastupili tijekom iste radne smjene. Nakon što je naredio zaključavanje ormarića s mivacuronom, obavijestio je i policiju.
Uslijedila je zajednička istraga lokalne policije, Teksaških rendžera i FBI-ja o više od 20 smrtnih slučajeva za koje se sumnjalo da su posljedica trovanja spomenutim lijekom. Mnoge su žrtve ekshumirane s groblja u sjevernom Teksasu i Oklahomi radi daljnjih forenzičkih analiza. Javnost je doznala da je u međuvremenu pokrenuta i građanska parnica u ime 61-godišnjeg pacijenta Donnellyja Reida, koji je preživio pokušaj da mu se ubrizga nepoznati lijek. Reid je kasnije ipak preminuo od upale pluća. Druga je parnica pokrenuta zbog sumnjive smrti 87-godišnjeg Boyda Brucea Burnetta, čija je obitelj također optužila Jackson da mu je ubrizgala nedoznačeni lijek koji ga je doveo do smrti 24. prosinca 2000.

## Uhićenje, suđenje i zatvorska kazna
Jackson je uhićena 16. srpnja 2002. u lokalnoj trgovini u kojoj je radila nakon otkaza u bolnici, i optužena za četiri teška ubojstva. Određena joj je jamčevina od dva milijuna dolara, dok se istraga nastavila. Suđenje je u početku bilo zakazano za listopad 2004., a zabrana javnog komentiranja slučaja spriječavala je odvjetnike da iznose detalje. Tužitelji nisu tražili smrtnu kaznu. U siječnju 2004. Jackson je optužena za još šest ubojstava, a jamčevina joj je porasla na ukupno šest milijuna dolara.
Prvo suđenje završilo je proglašenjem pogrešnog suđenja jer je sudac ocijenio da su izjave jednog od tužitelja previše utjecale na porotu. Sljedeće suđenje premješteno je u San Angelo (Teksas), a tužitelji su iznijeli dokaze FBI-ja o tome da je Jackson “postupala iz bijesa prema ‘prezahtjevnim’ pacijentima.” Prema istom svjedočenju, na meti su joj bili i 14-godišnja djevojka te 40-godišnja pacijentica s Crohnovom bolesti. Jackson je na kraju pristala izreći izjavu o nespornosti (no contest) prema deset točaka optužnice za teško ubojstvo kako bi izbjegla svjedočenje vlastite kćeri i moguću strožu kaznu, te je osuđena na doživotni zatvor. Nakon presude izjavila je preko svog odvjetnika da je nevina i izrazila sućut obiteljima žrtava. Godine 2015. ponovo se pojavila na sudu u vezi s novim pokušajem osporavanja presude, no ishodi tog postupka nisu javno poznati.
Jackson trenutačno izdržava kaznu u zatvorskom kompleksu Christina Melton Crain Unit u Gatesvilleu, a najraniji mogući datum za uvjetni otpust je 2042.

## Žrtve
| Redni broj | Ime i prezime           | Spol | Dob | Datum smrti        |
| ---------- | ----------------------- | ---- | --- | ------------------ |
| 1          | Donna Alice Jennings    | Ž    | 100 | 11. prosinca 2000. |
| 2          | Sanford Ray Mitchell    | M    | 62  | 20. prosinca 2000. |
| 3          | James Wesley Gore       | M    | 80  | 29. prosinca 2000. |
| 4          | Jimmy Ray Holder        | M    | 65  | 7. siječnja 2001.  |
| 5          | Dorothy Jean Vandenburg | Ž    | 78  | 7. siječnja 2001.  |
| 6          | J. T. Nichols           | M    | 80  | 11. siječnja 2001. |
| 7          | John Walter Williams    | M    | 78  | 11. siječnja 2001. |
| 8          | Omo Ovella Glenn Wyler  | Ž    | 95  | 24. siječnja 2001. |
| 9          | Orvel Lee Moore Jr.     | M    | 82  | 30. siječnja 2001. |
| 10         | Everett E. Jackson      | M    | 92  | 4. veljače 2001.   |

## U medijima i kulturi
Druga epizoda druge sezone britanske dokumentarne serije Medicinske sestre koje ubijaju bavi se slučajem Vickie Dawn Jackson.
Slučaj je obrađen u epizodi Nightingale No More: the Case of Vicki Dawn Jackson u podcastu Killer Psyche
Epizoda Murder By Medic također se bavi ovim slučajem.